# ویلیام هانا

بنیانگذاران هانا-باربرا: بیل هانا (چپ) و جو باربرا (راست) در حالی که چند جایزه امی را دریافت کرده‌اند

ویلیام هانا (به انگلیسی: William Hanna) سازندهٔ انیمیشن و یکی از بنیانگذاران شرکت انیمیشن‌سازی هانا-باربرا بود.

## زندگی
در ۱۴ ژوئیه ۱۹۱۰ در نیومکزیکو به دنیا آمد. ابتدا در رشته مهندسی و روزنامه‌نگاری تحصیل کرد، و تنها به دلیل اینکه نیازمند شغل بود به سراغ انیمیشن رفت. وی در سال ۱۹۴۴ با همکاری جوزف باربرا شرکت هانا-باربرا را تشکیل داد. ویلیام هانا و همراه جوزف باربرا سازندگان کارتون مشهور تام و جری هستند.

## مرگ
او در ۲۲ مارس ۲۰۰۱ بر اثر بیماری سرطان در نورث هالیوود لس آنجلس در ایالت کالیفرنیا درگذشت.